# Попович, Виктор Васильевич

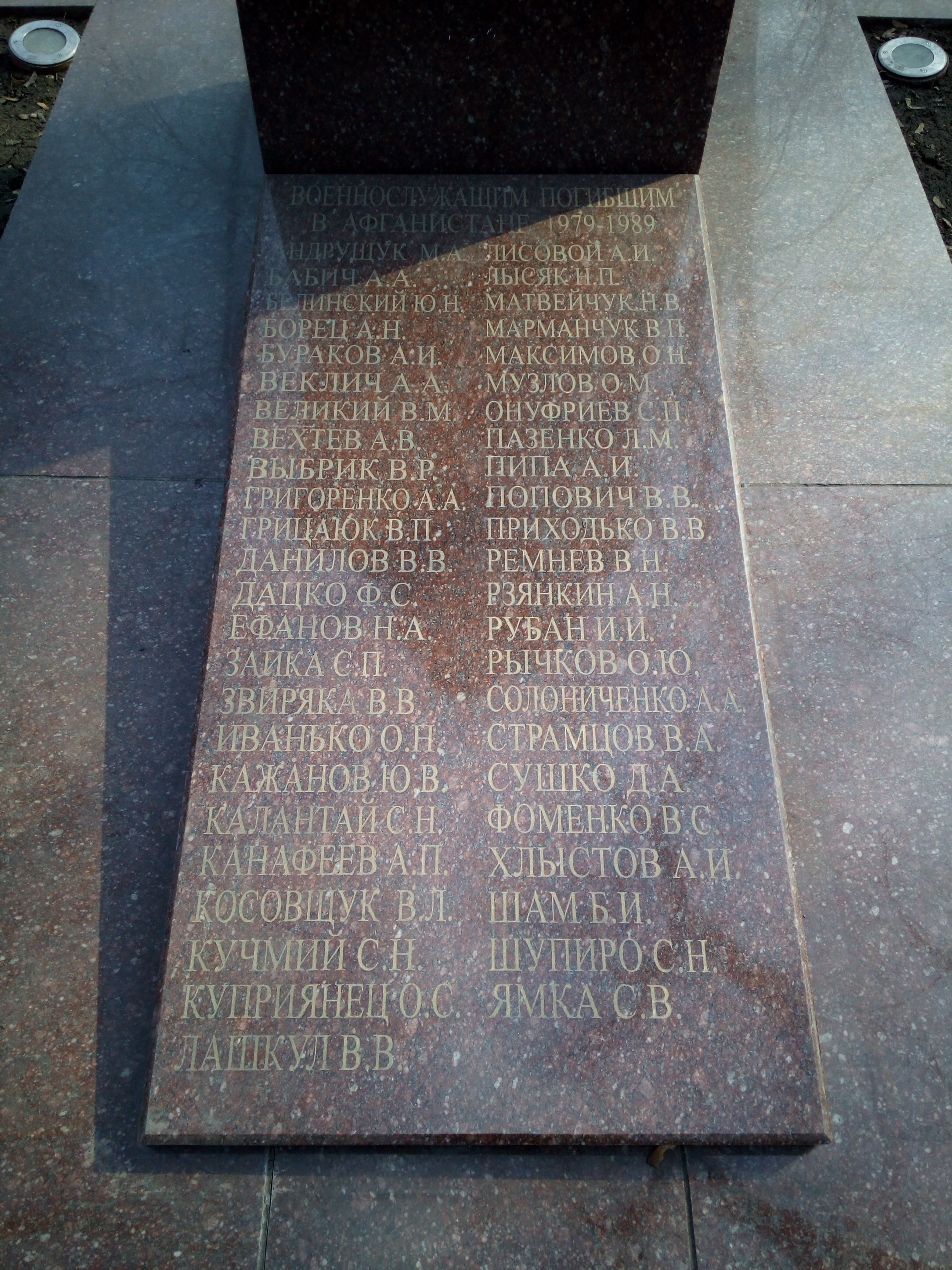
Имя на памятнике воинам-интернационалистам на Дзержинке (Кривой Рог)

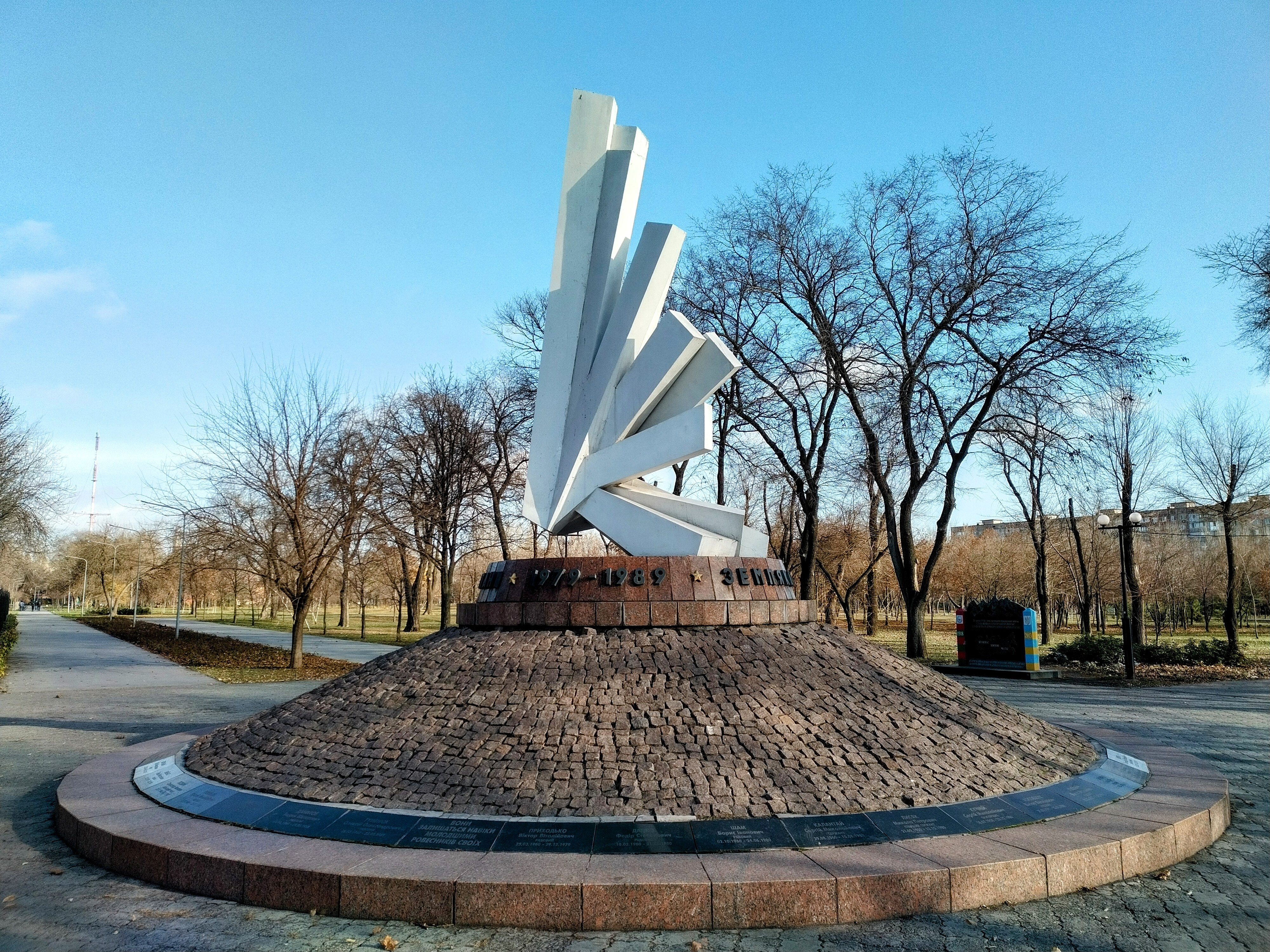
Имя на памятнике воинам-интернационалистам в Юбилейном парке (Кривой Рог)

Попович Виктор Васильевич (1 декабря 1959, Кривой Рог, Днепропетровская область — 7 июня 1981, Афганистан) — советский военнослужащий, рядовой, пулемётчик, участник Афганской войны.

## Биография
Родился 1 декабря 1959 года в городе Кривой Рог Днепропетровской области УССР в рабочей семье.
Окончил среднюю школу № 43 и СПТУ в Верхнеднепровске, работал электриком на прокатном стане Криворожском металлургическом комбинате.
2 июля 1979 года призван в Вооружённые силы СССР Саксаганским районным военным комиссариатом Кривого Рога. В декабре 1979 года в звании рядового направлен в состав ограниченного контингента советских войск в Афганистане, служил пулемётчиком. Участвовал в 25 боевых операциях.
7 июня 1981 года во время совершения марша передвигался в БТР, который подорвался на мине. Получил тяжёлое ранение от которого умер.
Похоронен в Кривом Роге на Центральном кладбище (участок 1, ряд 4, могила 127).

## Награды
- Медаль «За отвагу» (СССР) (посмертно)[1][2].

## Память
- Имя на памятнике воинам-интернационалистам Днепропетровщины, погибшим в Афганистане (Днепр)[4];
- Имя на памятнике воинам-интернационалистам на Дзержинке (Кривой Рог);
- Имя на памятнике воинам-интернационалистам в Юбилейном парке (Кривой Рог).